# Джънкшън Сити
 Тази статия е за града в Канзас, САЩ.  За града в Орегон вижте Джънкшън Сити (Орегон).  
Джънкшън Сити (на английски: Junction City) е град в централната част на Съединените американски щати, административен център на окръг Гийри в щата Канзас. Населението му е около 23 000 души (2010).
Разположен е на 336 метра надморска височина във Флинт Хилс, при сливането на реките Смоуки Хил и Рипъбликан в Канзас и на 99 километра западно от Топика. Селището е основано през 1854 година и се развива като търговски пункт на близкия военен пост Форт Райли. Днес градът е център на земеделски район с предприятия за преработка на зърно и мляко.

## Известни личности
Родени в Джънкшън Сити
- Мерилин Хюсън (р. 1953), бизнесдама